# Give It Up!
Give It Up! es un videojuego de ritmo y plataformas para iOS y Android. Fue desarrollado por el estudio independiente húngaro Invictus Games y lanzado el 18 de diciembre de 2014. En el juego, el jugador tiene la tarea de controlar una mancha negra, con controles táctiles simples. El jugador debe evitar los diversos obstáculos en el juego saltando sobre ellos al ritmo de una canción. También se creó una secuela del juego, que se lanzó el 29 de octubre de 2015.

## Jugabilidad
El juego contiene un total de nueve pistas musicales diferentes. Para desbloquear cada pista, el jugador debe completar la pista anterior sin cometer un solo error. A lo largo de cada nivel, el fondo muestra qué porcentaje del nivel ha completado el jugador. Si el jugador comete un error en el nivel antes de llegar al final al 100%, se verá obligado a comenzar de nuevo.
El juego contiene solo un control, que es tocar la pantalla. El jugador tiene que cronometrar sus toques para asegurarse de evitar los diversos obstáculos (como picos) a lo largo de los niveles. El jugador también puede fallar un nivel saltando demasiado pronto y golpeando una pared. Las plataformas "seguras" en las que el jugador puede aterrizar durante los niveles son grises, pero se vuelven verdes cuando las pisa. Los obstáculos son rojos.

## Recepción
Give It Up! recibió críticas en su mayoría promedio, con una media de metascore de 58. Sin embargo, la misma revisión elogió "Give It Up!" Por su capacidad de respuesta y buen funcionamiento. Otras críticas no quedaron impresionadas con el juego por su dificultad y lo frustrante que era. También fue criticado por convertirse en gran parte en un desafío de memorización.
La secuela, sin embargo, recibió generalmente críticas más positivas, con TouchArcade dando al juego un 4.5 / 5.